# Paveway IV

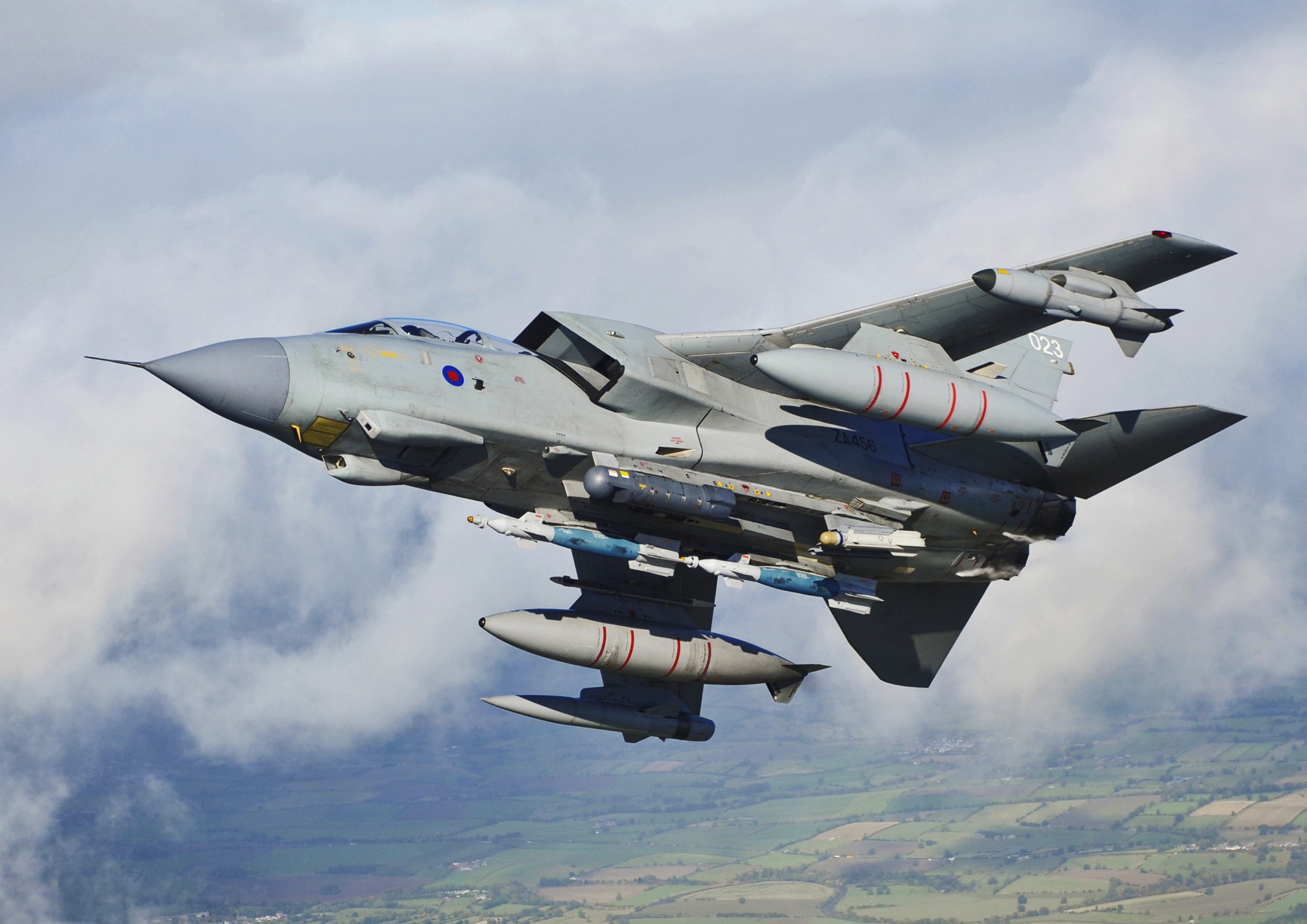
Tornado GR4 9. perutě RAF s pumou Paveway IV

Paveway IV je přesně naváděná puma typu vzduch-země od společnosti Raytheon. Jde o nejnovější přírůstek ze série bomb Paveway a její vývoj začal v roce 2003.

## Vlastnosti
Paveway IV vznikla přidáním systému navádění a řídících ploch k tělu tzv. "hloupé" (neřízené) pumy typu Mark 82. Hlavní zdokonalení oproti předchozím Paveway II/III představuje duální systém navádění. Spočívá v kombinaci GPS/INS (Inerciální navigační systém) a laserového navedení. V závislosti na konkrétních podmínkách může pilot na navedení použít buď jeden z těchto systémů nebo oba současně.

## Operační nasazení
Paveway IV byla zařazena do výzbroje RAF v roce 2008 a ještě v témže roce byla bojové nasazení v Afghánistánu na letadlech Tornado GR4. V roce 2011 použili Britové tuto munici v Libyi během operace Ellamy, součásti součásti mezinárodního zásahu v Libyi. Formace britských stíhaček bombardovaly strategické budovy libyjské vlády a obrněnou techniku jednotek Muammara Kaddáfího. V září 2014 použila britská Tornáda pumy Paveway IV k bombardování těžkého dělostřelectva Islámského státu v severozápadním Iráku. Pozice Islámského státu v Sýrii byly bombardovány pumami Paveway IV prostřednictvím britských Eurofighter Typhoon.
Během intervence proti Hútíům v roce 2024 čtyři britské stroje Typhoon FGR4 použily Paveway IV 11. ledna k útoku na letiště a další vojenské cíle.

## Uživatelé

### Současní
Spojené království
Royal Air Force
 Saúdská Arábie
Královské letectvo Saúdské Arábie
 Katar
Katarské letectvo

### Budoucí
Ukrajina
Ukrajinské letectvo